# Xennella filicaudata
Xennella filicaudata är en rundmaskart som beskrevs av Allgen 1954. Xennella filicaudata ingår i släktet Xennella och familjen Xennellidae. Inga underarter finns listade i Catalogue of Life.